# Heteronebo cicero
Espèce
Heteronebo cicero est une espèce de scorpions de la famille des Diplocentridae.

## Distribution
Cette espèce est endémique de République dominicaine. Elle se rencontre dans les provinces de San Pedro de Macorís et de La Romana.

## Étymologie
Cette espèce est nommée en l'honneur de Julio Cicero.

## Publication originale
- Armas & Marcano-Fondeur, 1987 : Nuevos escorpiones (Arachnida: Scorpiones) de República Dominicana. Poeyana, no 256, p. 1–24.